# Allomyrina davidis
Allomyrina davidis — жук из подсемейства Dynastinae семейства пластинчатоусые.

## Описание
Крупный жук, длиной 40—50 мм (без рога). Окраска самца насыщенно-чёрная, почти матовая. Самка блестящая, чёрного цвета.
Тело очень большое, сильно выпуклое, овальной формы. Голова небольшая. У самца большая часть верхней стороны головы занята рогом. Он несколько изогнут и направлен вверх, на вершине имеется два отростка. Рог в передней части переднеспинки самца несколько изогнут и направлен вперед, на вершине расширен и раздвоен — его концы образуют форму полумесяца. Однако, эти отростки, не раздвоенные как у близкого вида Allomyrina dichotomus. Голова самки без рогов, покрыта густыми, очень грубыми, морщинистыми точками. У самки на посредине переднего края переднеспинки имеет возвышение в форме валика, за которым находится овальной формы ямка, ограниченная сзади двойным бугорком, за которым имеются ещё также и вдавление крестовидной формы. Переднеспинка у обоих полов чуть шире основания надкрылий, кпереди сужена сильнее, чем кзади. Надкрылья овальные, выпуклые, со слегка закругленными боками, без ребер покрыты густыми, очень мелкими точками, у самки гораздо более густыми, чем у самца. Ноги очень сильные, довольно длинные. Передние ноги самца несколько удлинены.

## Ареал
Центральный Китай, Вьетнам.

## Биология
Жуки активны ночью и прилетают на источники света. Личинка развивается в древесине лиственных пород.